# سنبل آبی
سنبل آبی (به انگلیسی: common water hyacinth)؛ (نام علمی: Eichhornia crassipes) معروف به شیطان بنفش نام یک گونه از تیره غلافیان است. سنبل آبی یک گیاه آبزی بومی در حوضه آمازون است و اغلب از گونه‌های مهاجم بسیار مشکل‌ساز در خارج از محدوده بومی خود است.
این گیاه دارای برگ‌های گسترده، ضخیم، براق و تخم مرغی شکل ۱۰ تا ۲۰ سانتیمتری است که در سطح آب شناور و دارای ریشه‌های ارغوانی سیاه آزاد است و سنبله‌ای با ۸ تا ۱۵ گل زیبا دارد و عمدتاً رنگ گل‌ها طیفی از رنگ‌های بنفش، صورتی و ارغوانی است.

## در ایران
این گیاه در سال‌های گذشته وارد دریای خزر و تالاب‌های استان گیلان به‌ویژه تالاب بین‌المللی انزلی، مرداب ها ، آب بندانها و حتی رودخانه های منتهی به مرداب صومعه سرا، تالاب عینک رشت و چند آب‌بندان شهرستان شفت گردیده‌است. سنبل آبی یک گونه غیر بومی است و گسترش سریع آن و پوشش کامل سطح آب موجب بروز مشکلات عدیده زیست‌محیطی به‌ویژه کاهش تنوع زیستی و مرگ تدریجی تالابها را فراهم می‌نماید.
همچنین از آنجا که سنبل آبی یک گونه از گیاهانی است که به سرعت رشد می‌کند، توانایی تولید مقادیر فراوانی بذر تقریباً ۱۰۰۰ عدد با قابلیت دوام طولانی مدت تا ۲۸ سال را دارد
بنابراین باید در یک اقدام علمی و اجرایی نسبت به معدوم‌سازی این گونه اقدام گردد.

## هشدار زیست‌محیطی
در ۵ آبان ۱۳۹۷ فرماندار آستارا در مورد انتقال گیاه مهاجم سنبل آبی توسط شهروندان و گردشگران به داخل منازل و مغازه‌ها هشدار داد. او گفت با توجه به قدرت تکثیر و رشد سریع این گیاه مهاجم و تهدیدات ناشی از نگهداری آن برای ساکنان و محیط زندگی به شهروندان و گردشگران توصیه می‌شود از این اقدام پرهیز کنند.
گفته شده این گیاه به دلیل قدرت خودپالایی بالا و امکان سازگاری فوق‌العاده با محیط می‌تواند حتی فلزاتی سنگین مثل جیوه و سرب را که از طریق فاضلاب کارخانه‌های صنعتی به آب‌ها وارد می‌شوند را به خود جذب و وارد بافت خود کنند. به همین دلیل تجمع سنبل آبی در محیط به شدت خطرناک است و می‌تواند عامل مهمی برای بروز بیماری‌هایی از جمله انواع سرطان باشد و خطری هم ردیف استنشاق گاز خردل برای محیط زیست دارد.

## نگارخانه

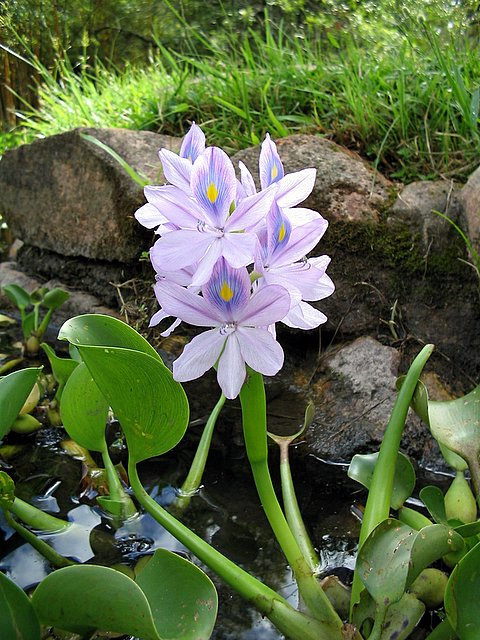
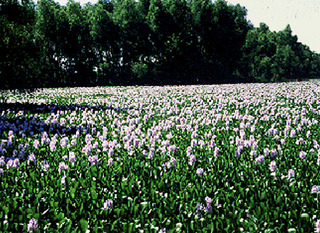
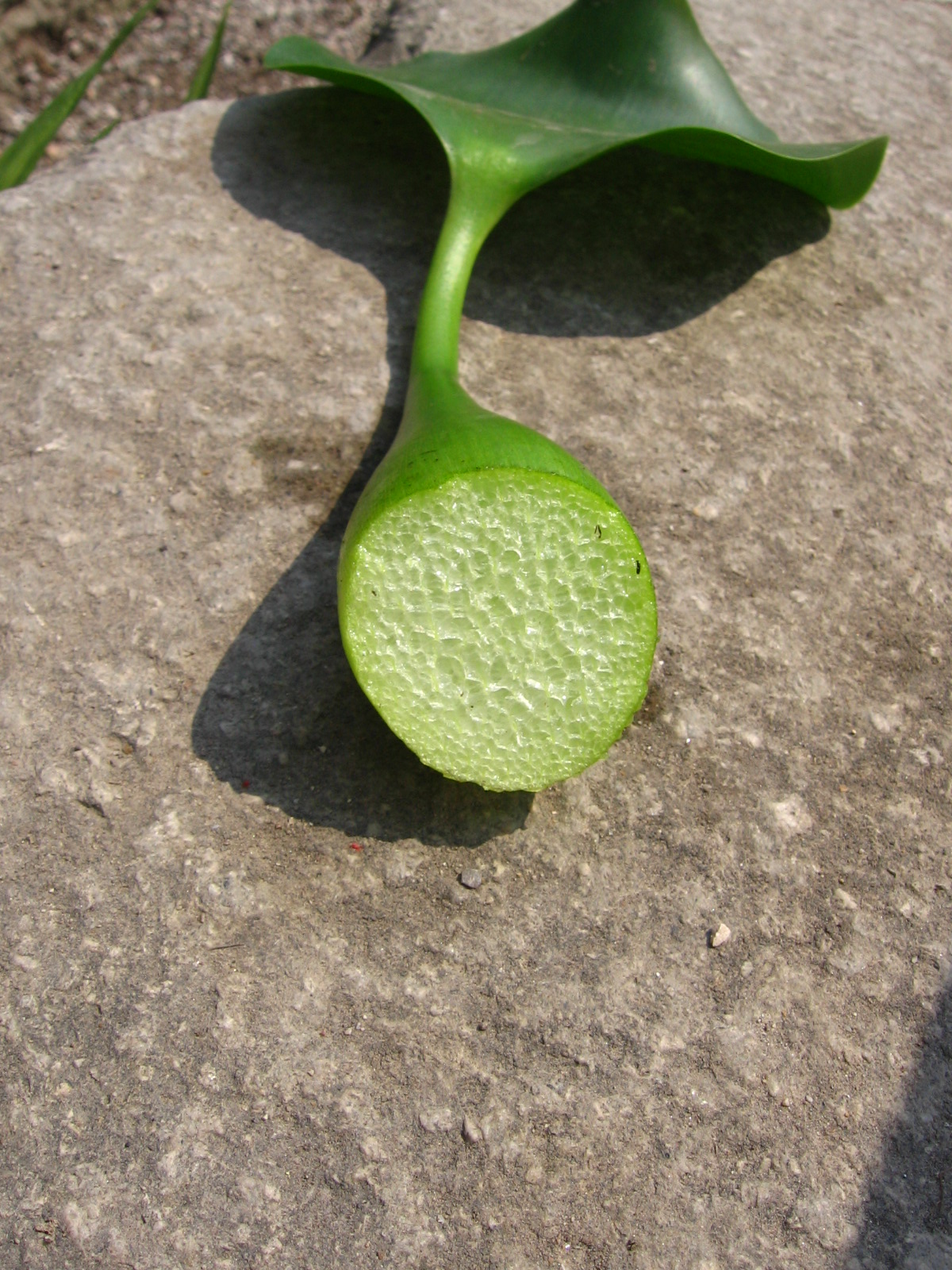